# G.B.C. (equip ciclista)

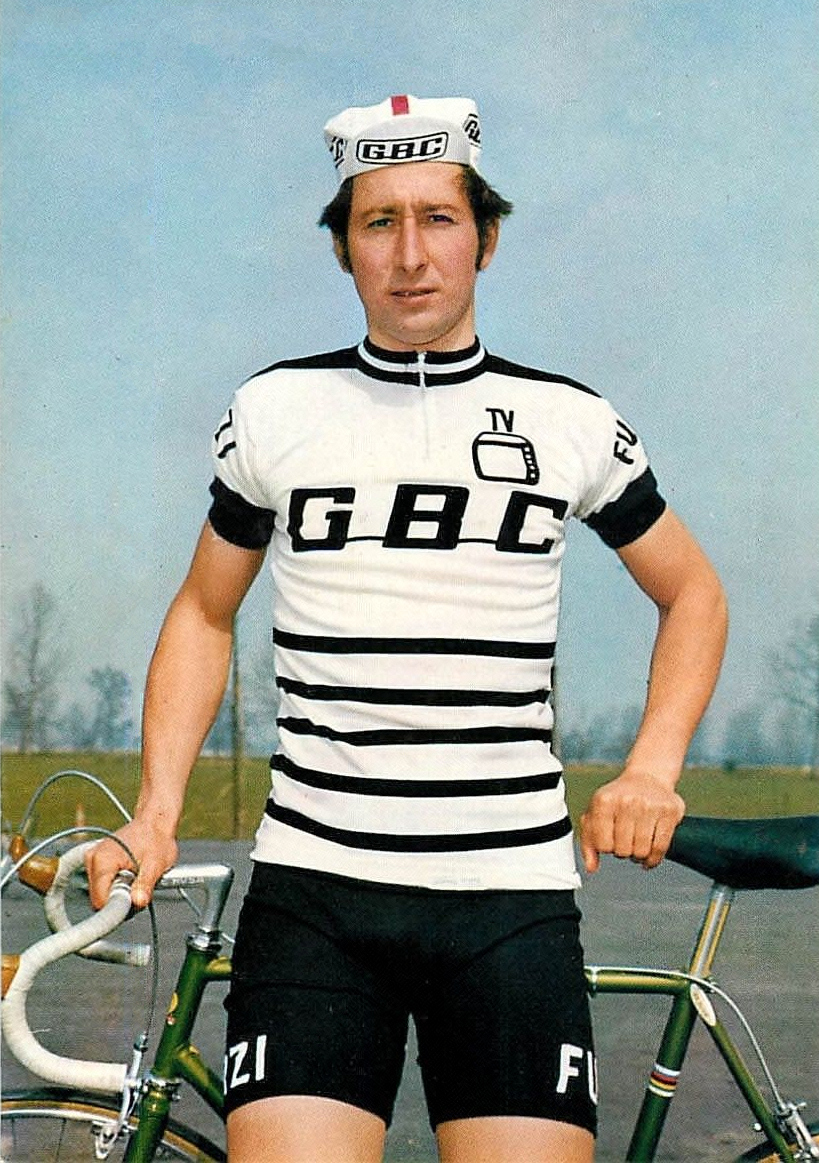
Giorgio Morbiato

L'equip G.B.C., conegut també com a Wega, va ser un equip ciclista italià, de ciclisme en ruta que va competir entre 1963 a 1977. L'any 1970 tingué llicència suïssa al fusionar-se amb el Zimba.

## Principals resultats
- Coppa Placci: Roberto Ballini (1969)
- Gran Premi de Frankfurt: Rudi Altig (1970)
- Tour de Berna: Eric Spahn (1972)
- Giro de la Província de Reggio de Calàbria: Wladimiro Panizza (1973)
- Giro de la Romanya: Wladimiro Panizza (1973), Roberto Ceruti (1977)

### A les grans voltes
- Giro d'Itàlia
  - 8 participacions (1968, 1969, 1970, 1971, 1972, 1973, 1976, 1977)
  - 1 victòries d'etapa:
    - 1 el 1969: Roberto Ballini

  - 0 classificació finals:
  - 0 classificacions secundàries:

- Tour de França
  - 0 participacions

- Volta a Espanya
  - 1 participacions (1972)
  - 0 victòries d'etapa:
  - 0 classificacions secundàries: